# العلاقات السعودية الكورية الشمالية
العلاقات السعودية الكورية الشمالية يقصد بها العلاقة التي تجمع المملكة العربية السعودية بكوريا الشمالية. لا يوجد أي نوع من التعاون بين البلدين، كما لا توجد في بيونغ يانغ أي سفارة سعودية، والعكس صحيح. أشار معهد أسان للدراسات السياسية في أحد دراساته: «لا تُصنف المملكة العربية السعودية ضمن أفضل عشر دول من حيث العمالة الكورية الشمالية. وتغيير ذلك سوف يكون بمثابة نعمة كبيرة لنظام كيم».